# تطبق (جيولوجيا)

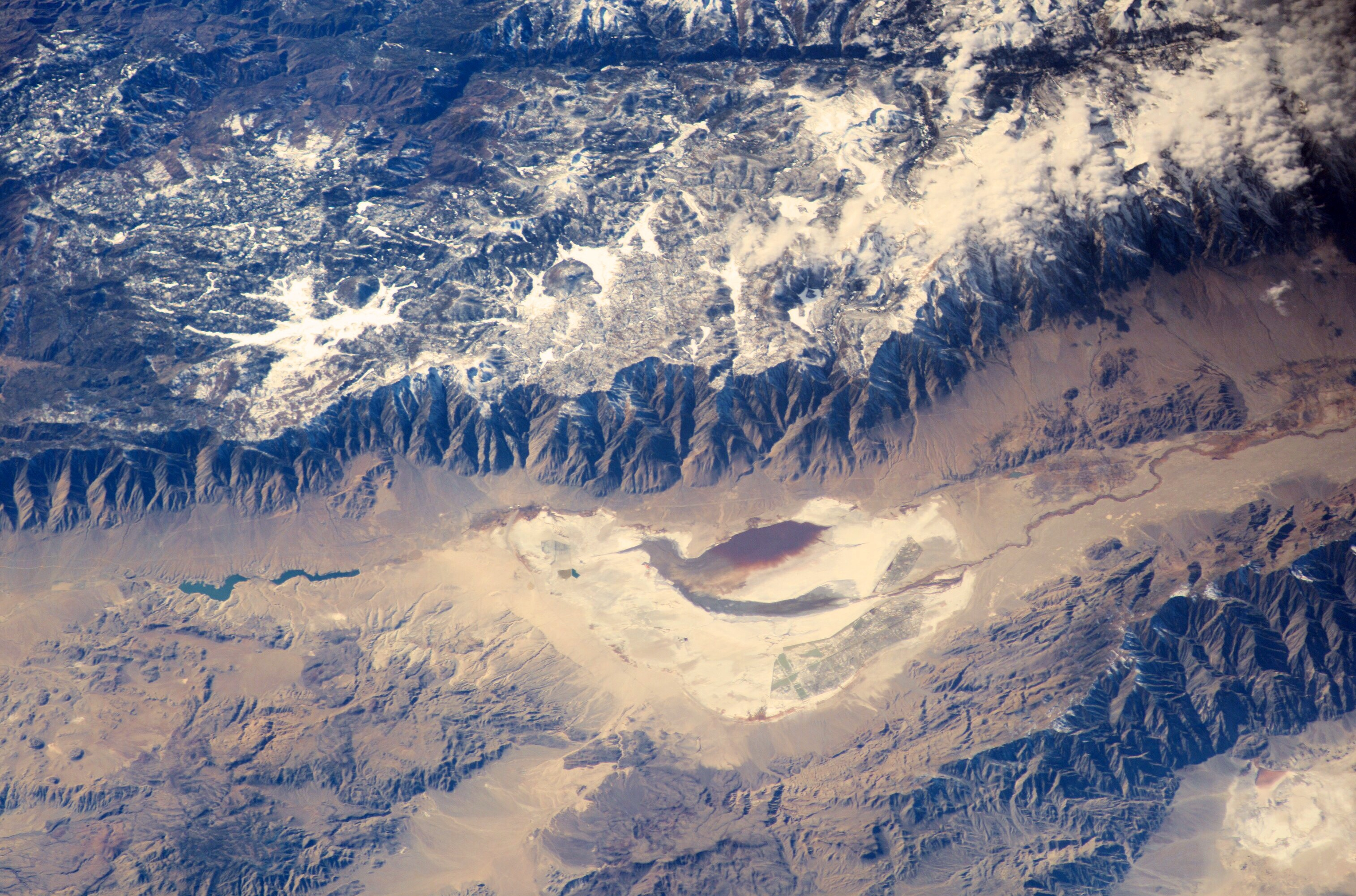
جبال سييرا نيفادا في كاليفورنيا (التي شكلتها عملية التطبق) كما تُرى من محطة الفضاء الدولية.

في الجيوفيزياء، التَطَبُّق (بالإنجليزية: Delamination)‏، يشير إلى انكسار أو تداخل لجزء من الغلاف الصخري الأدنى من الصفيحة التكتونية التي تم إرفاقها بها.
يحدث التطبق عندما تنفصل القشرة القارية السفلية وطبقة الغلاف الصخري عن القشرة القارية العلوية.